# Perissus delerei
Perissus delerei là một loài bọ cánh cứng trong họ Cerambycidae.